# Suhoj Su-34
Suhoj Su-34 (NATO naziv: Fullback) je ruski dvosjedni lovac-bombarder dizajniran kao zamjena za Suhoja Su-24.

## Razvoj
Početkom osamdesetih godina u ratnom zrakoplovstvu tadašnjeg Sovjetskog Saveza javila se potreba za lovačko-bombarderskim zrakoplovom koji bi zamijenio zrakoplove Su-24 i Su-24M čija se bojna upotrebljivost već počeli bližiti kraju. Od novog aviona se zahtijevalo da bude sposoban probiti se kroz neprijateljsku lovačku zaštitu i da učinkovito djeluje po dobro branjenim ciljevima u dubini neprijateljskog teritorija. Iz ovih razloga odlučeno je da se novi lovac-bombarder razvije na osnovi lovca-presretača Su-27.
Razvojem nove letjelice, u konstrukcijskom birou označene T-10V, rukovodio je glavni konstruktor M. P. Simonov. Prvobitno je skupina konstruktora planirala da T-10V u potpunosti zadrži aerodinamički dizajn i konstrukciju serijskog Su-27 (točnije školsko-borbene inačice Su-27UB), a da se razvije nov sustav naoružanja i upravljanja vatrom. Smatralo se da bi ovakvo rješenje smanjilo cijenu i vrijeme razvoja, olakšalo održavanje i omogućilo letjelici dobre manevarske osobine. Međutim, zahtjev da avion bude sposoban za duge letove na maloj visini podrazumijevao je da se promijeni raspored članova posade. Umjesto u tandemu, članovi posade su raspoređeni jedan do drugog. Ovim rješenjem je olakšano pilotiranje, umor posade je smanjen i izbjegnuto je udvostručavanje nekih sustava letjelice. Da bi se poboljšala stabilnost i upravljivost pri letu na malim visinama krila su redizajnirana. Radi povećanja doleta povećan je kapacitet unutrašnjih spremnika goriva, omogućeno je podvješavanje odbacivih spremnika i ugrađen je sustav za dopunjavanje gorivom u letu. Sve ove promjene utjecale su da masa Su-27IB dostigne oko 45 tona. Planirano uvođenje u službu je prvotno bilo planirano krajem 1990-tih, no to je nekoliko puta odgađano i produživano sve do ožujka 2014. Prije ožujka 2014. godine proizvedena je nekolicina ovih zrakoplova koji su bili u završnoj ispitnoj fazi i još nisu službeno bili uvedeni u sastav naoružanja Rusije.

## Dizajn
Prednji dio trupa ima elipsasti presjek oštrih rubova i u njemu je smješten radar. S lijeve strane pored kabine nalazi se uređaj za dopunjavanje gorivom u letu. Pilot i operator sustava naoružanja smješteni su u prostranoj oklopljenoj kabini, jedan do drugog, na izbacivim sjedištima K-36DM.
Ulaz u kabinu se nalazi s donje strane aviona iza prednje noge stajnog trapa.  Iza kabine je smješten odsjek s elektronskom opremom i streljivom za top. U srednjem dijelu trupa nalaze se spremnici za gorivo, a u zadnjem dijelu trupa između motora nalazi se radar za promatranje prostora iza sebe, padobran za kočenje i eventualno detektor magnetnih anomalija (na Su-32FN).
Krila su slična kao kod aviona Su-33/35/37. U korijenu desnog krila nalazi se top 30 mm. Ispod svakog krila smještene su po tri podvjesne točke plus po jedna na krajevima krila. Na krajeve krila se, umjesto raketa zrak-zrak, mogu postaviti spremnici s opremom za elektronsko ometanje Sorbcija.

### Pogon
Pogonsku grupu aviona Su-34 čine dva turbomlazna motora AL-31F. Motori su modularne konstrukcije i imaju elektronski sustav za upravljanje i kontrolu. Maksimalan potisak motora bez naknadnog sagorijevanja je 74,6 kN, a s naknadnim sagorijevanjem 122,6 kN. Potrošnja goriva se, zavisno o načinu rada motora, kreće između 0,07 kg/(N x h) i 0,08 kg/(N x h). Masa motora je 1520 kg, dužina 4950 mm, a maksimalni radijus 1180 mm. Na serijskom Su-34 se mogu primijeniti suvremenije modifikacije motora AL-31F - inačica AL-31F M1 potiska 135 kN ili inačica AL-31F M2 potiska 145 kN. Unaprijeđeni motor AL-31F M2 je predstavljen 2012. godine i po specifikacijama je oko 10% jači s maksimalnim potisakom od 145 kN, ima nešto nižu potrošnju goriva i dulji radni vijek od prethodnika AL-31F M1. Međutim, zbog financijskih razloga se odustalo od ovog motora te je zadržan stariji AL-31F M1. Motori se gorivom opskrbljuju iz tri spremnika u trupu letjelice i jednog u konzoli krila. Moguća je i ugradnja tri odbaciva spremnika. Zrakoplov je opremljen uređajem za dopunjavanje gorivom u letu s aviona tankera Il-78 (Il-78M) i Su-24M (s podvjesnim sustavom UPAZ). 

### Oprema
O elektronskoj opremi Su-34 objavljeno je malo podataka. Radar je iz obitelji Žuk, ima domet 240 km, a prati cilj na 185 km. Modificirani radar N-012 je namijenjen za promatranje stražnje polusfere. Sposoban je otkrivati protivničke rakete zrak-zrak, a vjerojatno je kompatibilan s inačicom rakete R-73 za lansiranje unatrag. Avion je opremljen sustavima za satelitsku i inercijsku navigaciju, sustavima za aktivno i pasivno elektronsko ometanje i uređajima za komunikaciju. Središnje računalo može samostalno planirati misiju i voditi avion. Planirano je da serijski avioni imaju IC, laserski i opto-elektronski sustav za otkrivanje i obilježavanje ciljeva koji je povezan s ciljnikom na kacigi pilota, a planira se i mogućnost spajanja kontejnera s termovizijskim i/ili TV sustavima za otkrivanje ciljeva i let noću.
Su-34 je naoružan automatskim topom GŠ-301 kalibra 30 mm. Na avionu postoji 12 podvjesnih točaka. Na svih 12 moguće je spojiti rakete zrak-zrak (na 6 točaka rakete R-73, na 8 taočaka R-77 RVV-AE i na 8 točaka razne inačice rakete R-27). Su-34 može biti naoružan sa 6 vođenih raketa zrak-površina obitelji H-25M, H-29, S-25L ili H-31. Za djelovanje s veće udaljenosti avion se naoružati s tri rakete H-59M. Bombardersko naoružanje uključuje do 3 vođene bombe KAB-1500, do 6 vođenih bombi KAB-500, do 34 bombe FAB-100, 22 bombe FAB-250 ili 12 bombi FAB-500. Na potkrilne nosače moguće je spojiti šest lansera NRZ s ukupno 180 raketnih zrna S-8 ili 30 raketnih zrna S-13. Na tri spojišta se mogu nositi spremnici za gorivo, a na dva spremnici za elektronsko ometanje Sorbcija.

### Korisnici
- Alžir: 12 naručenih u 2016. godini s opcijom dodatnih 28
- Rusija: 120 primjeraka (s 31.12.2018.); za rusku vojsku je prvotno bilo planirano i najavljeno 300 zrakoplova Su-34, da bi kasnije taj broj bio smanjen na 200 primjeraka i u konačnici ponovno smanjen na sveukupno 129 primjeraka zbog financijskih razloga

## Tehničke karakteristike
Osnovne karakteristike
- posada: 2
- dužina: 23,34 m
- raspon krila: 14,7 m
- visina: 6,09 m

Letne karakteristike
- najveća brzina: 1.900 km/h
- dolet: 4.000 km
  - borbeni dolet: 1.100 km
- najveća visina leta: 15.000 m
- specifično opterećenje krila: 629 kg/m2
- motor: 2× Lyulka AL-31F M1